# Angelica citriodora
Angelica citriodora là một loài thực vật có hoa trong họ Hoa tán. Loài này được Hance mô tả khoa học đầu tiên năm 1871.